# Być albo nie być (album)
Być albo nie być – drugi studyjny album warszawskiego zespołu hip-hopowego Endefis. Ukazał się 30 stycznia 2005 roku. W poszerzonym składzie (Bartosz, Miexon oraz JedenZDwóch), płyta została nagrana w roku 2004, jednak z nieznanych powodów ukazała się dopiero pod koniec stycznia przyszłego roku. Za produkcję odpowiadali Mazsa z zespołu Fenomen, Kociołek, WDK i DNA. Trio wspomogli Fenomen, O.S.T.R. czy Dwie Asie. Projekt okładki wykonali Rafał Lachmirowicz, studio RML Studio i Jakub Jabłoński.

## Lista utworów
Opracowano na podstawie źródła.
1. "Intro"
2. "Być albo nie być"
3. "Nas nie uda Ci się złamać"
4. "Bezsilność" (gościnnie: Fenomen, Stefci)
5. "M W 3 O.S." (gościnnie: Sztyku)
6. "Nie chcę być sam" (gościnnie: Dwie Asie)
7. "95-96" (gościnnie: Rademenes, Dwie Asie)
8. "W rytm tego bitu"
9. "We krwi rap"
10. "Miłość" (gościnnie: O.S.T.R.)
11. "Nie bez serca siły przebicia wiary"
12. "Hit-Skit"
13. "Pani posłucha" (gościnnie: Żółf)
14. "Zostaw nas z naszą pracą"
15. "Życzenia" (gościnnie: Dwie Asie)
16. "Outro"